# Acanthopagrus australis
Cá tráp bạc (Danh pháp khoa học: Acanthopagrus australis) là một loài cá trong họ cá tráp Sparidae, phân bố ở tây nam Thái Bình Dương, sống ở vùng nước cạn bờ biển.

## Đặc điểm
Chiều dài tối đa 80 cm. Cá có thân cao, dẹp bên, hàm có răng hàm phía sau, các vây lưng và vây hậu môn có những gai cứng, vây đuôi chia thủy, vảy lớn. Màu sắc của chúng là xám hoặc xám đen có óng ánh bạc, phần dưới đầu và thân có màu trắng bạc, đường viền vây ngực, bụng, hậu môn có màu tối đen. 